# إلانا ماير
إلانا ماير (بالإنجليزية: Elana Meyer) هي عداءة مراثونية جنوب أفريقية، ولدت في 10 أكتوبر 1966 في جنوب أفريقيا.

## وصلات خارجية
- إلانا ماير على موقع الاتحاد الدولي لألعاب القوى (الإنجليزية)
- إلانا ماير على موقع اللجنة الأولمبية الدولية (الإنجليزية)
- إلانا ماير على موقع أوليمبيديا (الإنجليزية)
- إلانا ماير على موقع اتحاد ألعاب الكومنولث (مؤرشف) (الإنجليزية)